# Amphixystis copidora
Amphixystis copidora är en fjärilsart som beskrevs av Edward Meyrick 1915. Amphixystis copidora ingår i släktet Amphixystis och familjen äkta malar.
Artens utbredningsområde är Sri Lanka. Inga underarter finns listade i Catalogue of Life.